# Juliana de Lancastre, Duquesa de Aveiro
D. Juliana de Lencastre (1560 - 1636) foi a 3ª titular do Ducado de Aveiro. Juliana era filha do 2º Duque, D. Jorge de Lencastre, sendo obrigada por Filipe I de Portugal a casar com o seu primo, D. Álvaro de Lencastre para manter a varonia da família Lencastre no Ducado.
Do seu casamento, nasceram:
- D. Jorge de Lencastre, 1º Duque de Torres Novas
- D. Afonso de Lencastre, 1º Duque de Abrantes (título espanhol)[1]
- D. Pedro de Lencastre, 5º Duque de Aveiro
- D. Luís de Lencastre, casou com Teresa Maria Saavedra, 4.ª Marquesa de Malagón (em Espanha)